# Ludwigslust
Ludwigslust este un oraș în Mecklenburg-Vorpommern, Germania, la 40 km sud de Schwerin. A fost capitala a districtului Ludwigslust, și este parte acum a districtului Ludwigslust-Parchim din septembrie 2011.

## Orașe înfrățite
- Ahrensburg, Germania
- Muscatine, SUA